# دولت أباد (مياندوآب)
دولت أباد هي قرية في مقاطعة مياندوآب، إيران. يقدر عدد سكانها بـ 425 نسمة بحسب إحصاء 2016.